# Taner Yalçın
Taner Yalçın (ur. 18 lutego 1990 w Kolonii) – niemiecki piłkarz pochodzenia tureckiego, występujący na pozycji pomocnika. Od 2016 roku gra w SV Sandhausen.
Yalçın jest wychowankiem drużyny z RheinEnergieStadion, w której obecnie występuje. Reprezentował zarówno juniorskie drużyny narodowe Turcji, jak i Niemiec. Ostatecznie postanowił, że będzie reprezentować kraj, w którym się urodził.
W Bundeslidze zadebiutował 24 sierpnia 2008 roku w meczu z Eintrachtem Frankfurt (1:1).